# Luiz Tripolli
Luiz Tripolli (Rio de Janeiro, 14 de fevereiro de 1949) é um fotógrafo e diretor de fotografia brasileiro. Um dos pioneiros da fotografia de moda no Brasil, imortalizou a nudez da mulher brasileira em capas de revistas como Fairplay, Homem e Playboy. Como autor, publicou os livros Quase Todos Meus Amores (2004), Arquivo Secreto (1973), Mulata (1977) e Meus olhos (1977).

## Carreira
Tripolli aproveitava-se de ter uma tia que dava aulas de escultura na Escola de Belas Artes do Rio de Janeiro para frequentar clandestinamente o local, onde viria a descobrir um laboratório de fotografia. Contudo, sua primeira câmera veio tempos depois, quando economizava os primeiros salários quase inteiros trabalhando como office-boy em uma agência de publicidade, aos 14 anos. Com ela, aprendeu a prática fotografando prostitutas cariocas ao alvorescer.
Autodidata, inicia a carreira profissionalmente em 1963, aos 14 anos, como fotógrafo de eventos. Contudo, o primeiro ensaio publicado por ele sai em 1965 na revista Fairplay, que foi a pioneira publicação de nu feminino no Brasil e tinha como editor de arte o escritor e cartunista Ziraldo. Entre 1969 e 1978 participa de todas as revistas do Grupo Abril, trabalho com o qual viria a ser premiado. A partir de 1978 passa a atuar também em outras revistas no campo da publicidade. Anos depois, em 1991, torna-se diretor e fotógrafo de filmes publicitários, permanecendo na área de cinema com projetos de curta e longa-metragens.
Em 2004 inaugura a exposição Mistura Fina, no Centro da Cultura Judaica de São Paulo. No mesmo ano apresenta outra, Quase Todos Meus Amores, no Museu de Arte Brasileira, da mesma cidade, onde reúne fotos de mais de 42 anos de profissão. Nestas figuram personalidades como Luiza Brunet, Ana Hickmann e Ana Paula Arósio, entre dezenas de outras.
Na década de 1980 faz parte das coletivas "1ª Trienal de Fotografia do Museu de Arte Moderna de São Paulo" (1980) e "Os Brasileiros", no Espaço Pompidou, em Paris, França (1988).

## Vida pessoal
Criado em Vila Isabel e no Grajaú (bairro do Rio de Janeiro), na adolescência Tripolli foi morar com uma tia, após a morte de sua mãe. Em 1968 migra e radica-se em São Paulo, onde solidifica a carreira profissional. Já adulto, casou-se seis vezes e teve cinco filhos.